# 藝人權力榜
藝人權力榜（日语：*/?）是株式會社Architect所實施統計，日本國內最大規模基於電視藝人知名度、人氣度調查作成的排行榜。此排行榜目的是為了方便電視節目和電視廣告選角，調查了在電視上活躍的約1000名藝人或名人的知名度和人氣度。一開始曾稱為「日本藝人輿論調查」，2010年1月改名為「藝人權力榜」。自2008年開始，日經BP旗下雜誌《日經娛樂！》就在每年的5月號基於這個調查的數據發表「藝人權力榜特集」。
由於《日經娛樂！》每年的「藝人權力榜特集」都會將藝人按橫坐標為認知率、縱坐標為關注率標準在坐標圖上，並以當旬圈（今旬ゾーン）、注目圈（注目ゾーン）、即將爆發圈（NEXTブレイクゾーン）、大御所及安定圈（大御所&安定ゾーン）等，以圈定的方式劃分藝人的當前受關注程度和人氣度檔次，因此在中文網路社群上，這個排行榜常被戲稱為「圈地榜」或「日經圈地榜」。

## 調查方法
每年進行4次調查（2月、5月、8月、11月），在首都圈一都三縣（東京都、神奈川縣、埼玉縣、千葉縣）抽取在當地居住10歳至69歳男女個人為對象進行調查（以下為詳細方法）。
- 分為調査A、調査B、調査C、調査D等4個調查小組（每小組調查1100樣本，合共4400樣本）
- 性別和年代（10歲至59歲每5歲一屬性，60至69歲單獨一屬性）共22種属性，每種屬性50樣本

以下為調查項目：
認知率：以下問題回答為第1項的比例
1. 知道其名字及樣貌
2. 知道其名字，但想不起是什麼樣子
3. 完全不認識這位藝人

關注率：以下問題回答為第1、第2項的比例（以認知率問題回答為第1項的人為調查對象）
1. 想更多地看到、聽到、了解
2. 想看到、聽到、了解
3. 不想看到、聽到、了解
4. 完全不想看到、聽到、了解

藝人權力分數：認知率乘以關注率的加權點數（即關注率問題回答第1項加上回答第2項的1/3的合計值）。理論上的最大値為100。
藝人權力榜：基於藝人權力分數從高到底排列的排行榜。

## 歷年排行榜
| 調査時期 | 1位      | 2位      | 3位        | 4位      | 5位          | 6位               | 7位          | 8位             | 9位             | 10位     |
| -------- | -------- | -------- | ---------- | -------- | ------------ | ----------------- | ------------ | --------------- | --------------- | -------- |
| 2008年   | SMAP     | 南方之星 | 鈴木一朗   | 可苦可樂 | 明石家秋刀魚 | 福山雅治          | 北野武       | 香取慎吾        | 桑田佳祐        | 太田光   |
| 2009年   | 南方之星 | SMAP     | 鈴木一朗   | 香取慎吾 | 福山雅治     | 桑田佳祐          | 仲間由紀惠   | 北島康介        | 明石家秋刀魚    | 可苦可樂 |
| 2010年   | 福山雅治 | 嵐       | 南方之星   | 鈴木一朗 | 櫻井翔       | SMAP              | 桑田佳祐     | 香取慎吾        | 淺田真央        | 所喬治   |
| 2011年   | 福山雅治 | 嵐       | 南方之星   | 菅野美穗 | 鈴木一朗     | 櫻井翔            | 明石家秋刀魚 | 北野武 爆笑問題 | -               | 淺田真央 |
| 2012年   | 嵐       | 南方之星 | 松嶋菜菜子 | 北野武   | 綾瀨遙       | 福山雅治          | 阿部寬       | 明石家秋刀魚    | SMAP            | 鈴木一朗 |
| 2013年   | 綾瀨遙   | 嵐       | 福山雅治   | 阿部寬   | 明石家秋刀魚 | SMAP              | 鈴木一朗     | 櫻井翔          | 北野武          | 淺田真央 |
| 2014年   | 淺田真央 | 嵐       | 羽生結弦   | 阿部寬   | 福山雅治     | 堺雅人            | 綾瀨遙       | 櫻井翔          | 鈴木一朗        | 貴婦松子 |
| 2015年   | 嵐       | 貴婦松子 | 綾瀨遙     | 錦織圭   | 阿部寬       | 羽生結弦          | 塔摩利       | 大野智          | 櫻井翔          | 有吉弘行 |
| 2016年   | 貴婦松子 | 嵐       | 綾瀨遙     | 阿部寬   | 塔摩利       | SMAP              | 櫻井翔       | 中居正廣        | 二宮和也        | TOKIO    |
| 2017年   | 貴婦松子 | 新垣結衣 | 綾瀨遙     | 嵐       | 中居正廣     | 塔摩利            | 阿部寬       | 石原聰美        | 大泉洋 博多大吉 | -        |
| 2018年   | 貴婦松子 | 綾瀨遙   | 新垣結衣   | 石原聰美 | 嵐           | 深田恭子 三明治人 | -            | 羽生結弦        | 博多華丸·大吉   | 渡邊直美 |
| 2019年   | 三明治人 | 貴婦松子 | 綾瀨遙     | 新垣結衣 | 嵐           | 北川景子          | 相葉雅紀     | 深田恭子        | 南方之星        | 伊達幹生 |
| 2020年   | 三明治人 | 新垣結衣 | 綾瀨遙     | 貴婦松子 | 富澤岳史     | 嵐                | 伊達幹生     | 大泉洋          | 深田恭子        | 石原聰美 |
| 2021年   | 綾瀨遙   | 三明治人 | 新垣結衣   | 伊達幹生 | 北川景子     | 貴婦松子          | 大泉洋       | 千鳥            | 有村架純        | 石原聰美 |
| 2022年   | 綾瀨遙   | 大谷翔平 | 三明治人   | 伊達幹生 | 新垣結衣     | 貴婦松子          | 長澤雅美     | 北川景子        | 千鳥            | 深田恭子 |

## 影響
受該排行榜影響，中國的上海任性文化傳播有限公司也依此模仿，在2016年創造了「星盤·中國明星偶像新媒體圈地榜」。

## 外部連結
- 藝人權力榜 （页面存档备份，存于）